# Pëtr Georgievič Lušev
Pëtr Georgievič Lušev (in russo Пётр Георгиевич Лушев?; Poboišče, 18 ottobre 1923 – Mosca, 23 marzo 1997) è stato un generale sovietico durante la Guerra fredda, ultimo comandante supremo delle forze armate unificate dell'Organizzazione del Patto di Varsavia, insignito nel 1983 del titolo di Eroe dell'Unione Sovietica.

## Formazione
Pëtr Georgievič Lušev nacque in una famiglia di contadini nel villaggio di Poboišče, nell'Emetskij Uezd del Governatorato di Arcangelo (oggi Cholmogorskij rajon dell'Oblast' di Arcangelo), in Russia. Pochi anni dopo la famiglia si trasferì nell'insediamento della fabbrica di legname intitolata a Lenin (LDK n. 3) nel territorio di Arcangelo. Si è diplomato presso la scuola secondaria n. 95.

## Seconda guerra mondiale
Subito dopo l'inizio della Grande Guerra Patriottica, nell'agosto 1941, Lušev fu arruolato nell'Armata Rossa. Si diplomò come sottotenente. Entrò in servizio attivo nell'esercito nel giugno 1942. Combatté sui fronti di Volchov e Leningrado. Comandò un plotone di fanteria e dal 1944 una compagnia di fucilieri. Nel 1945 fu promosso aiutante maggiore del battaglione. Questa carica corrisponde oggi al capo di stato maggiore del battaglione.
Lušev partecipò all'offensiva di Sinjavino nel 1942, durante la quale fu ferito, all'operazione Leningrado-Novgorod, all'operazione sul Baltico e al blocco della sacca di Curlandia.

## Guerra fredda
Dopo la guerra, nel 1947, si diplomò ai corsi di formazione per ufficiali. Servì come capo di stato maggiore di un battaglione di carri armati e poi come comandante di un battaglione di carri armati. Dal 1951 fu membro del Partito Comunista dell'Unione Sovietica. Nel 1954 si diplomò all'Accademia militare delle forze corazzate intitolata a Stalin. Nel 1954 comandò un reggimento di carri armati, poi fu vice-comandante e quindi comandante di una divisione di carri armati. Nel 1966 si laureò all'Accademia militare dello Stato Maggiore.
Dal giugno 1969 fu il primo vice-comandante e dal novembre 1971 il comandante della 1ª Armata di carri armati della Guardia nel Gruppo di forze sovietiche in Germania (Dresda, DDR). Nel 1973 si diplomò ai corsi accademici superiori dell'Accademia militare dello Stato Maggiore. Il 30 luglio 1973 fu nominato primo vice comandante in capo del Gruppo di forze sovietiche in Germania. Nel giugno 1975 divenne comandante delle truppe del Distretto militare del Volga, poi fu colonnello generale (febbraio 1976), nel dicembre 1977 comandante delle truppe del Distretto militare dell'Asia Centrale, nel novembre 1980 comandante delle truppe del Distretto militare di Mosca. Il grado militare di generale d'armata gli fu conferito con Decreto del Presidium del Soviet Supremo dell'Unione Sovietica del 2 novembre 1981. Nel luglio 1985 fu nominato comandante in capo del Gruppo di forze sovietiche in Germania.
Nel giugno 1986 divenne Primo Vice Ministro della Difesa dell'URSS. Dal 24 gennaio 1989 Comandante supremo del Patto di Varsavia, ultimo comandante militare a ricoprire questa carica. Dal 26 aprile 1991 fu ispettore militare-consigliere del Gruppo di ispettori generali del Ministero della Difesa dell'URSS.
Fu membro del Soviet Supremo dell'Unione Sovietica nella decima e undicesima legislatura (1979-1989) e Deputato del popolo dell'URSS nel 1989-1991. Fece inoltre parte del Comitato Centrale del PCUS nel 1981-1990.

## Vita successiva ed eredità
Nel 1992 si ritirò, vivendo a Mosca prima di morire il 23 marzo 1997. È sepolto nel cimitero di Novodevičij.
In memoria di Pëtr Lušev, nel 2005 è stata eretta una targa commemorativa sull'edificio della scuola secondaria n. 95 della città di Arcangelo, dove si era diplomato.